# Том 2
«Том 2» — второй студийный альбом российской музыкальной группы «Унесённые ветром», выпущенный в 1999 году на лейбле «Танцевальный рай».
Альбом содержит как оригинальный материал, написанный Игорем Чижовым, так и ремейки иностранных песен, среди них:
- Песня «Американцы» является адаптацией песни «Midnight Dancer» немецкой группы Arabesque (1980; слова Йона Мёринга, музыка Жана Франкфуртера)[1].
- Песня «Какао-какао» содержит сэмпл из песни «Lo faresti» итальянской певицы Мины (1989; слова и музыка Альдо Донати и Паоло Лимити)[2].

## Отзывы критиков
| Оценки критиков | Оценки критиков |
| Источник        | Оценка          |
| --------------- | --------------- |
| Живой звук      | [ 3 ]           |

Обозреватель Александр Кутинов газеты «Живой звук» поставил альбому четыре звезды из пяти и написал: «Здесь, как в анекдоте: конечно, не стоит, зато как замечательно висит! Кич? Естественно. Смурь? Обязательно, но какая милая и родная до самозабвения смурь! Взрослые, мальчики и девочки веселятся под тупые ритмы эпохи перестройки и не особенно утруждают себя аранжировками. В результате получается радостное застольное искусство, ведущее своё происхождение от частушек на завалинке и дурашливого переиначивания всесоюзных хитов. „Американец“, „Какао“, „Обломов“ — это лучшее в стиле сов-поп за последние годы, и никакие „Стрелки“ и „Востоки“ не могут конкурировать с ядреными провинциалами, вбивающими в мозг шлягер за шлягером».
Людмила Николаева из KM.RU отметила, что «как только вы услышите по радио вечный хит „Какао-какао“ с разными ударениями, то у вас сразу повышается настроение, и ноги пускаются в пляс, а потом вам захочется и „Чашку кофею“, после которой вспомнятся „Американцы“ и их дикие танцы…».

## Список композиций
1. «Американцы» — 3:01
2. «Какао-какао» — 3:57
3. «Нельзя!» — 3:25
4. «Горячий язычок» — 3:15
5. «Обломов» — 2:53
6. «День рождения» — 5:15
7. «Полтергейст» — 3:49
8. «Не уезжай» — 3:08
9. «Сотовый телефон» — 3:34
10. «Книга жизни» — 3:45
11. «Американцы» — 3:02 — Караоке версия
12. «Какао-какао» — 3:53 — Караоке версия

## Участники записи
- Аранжировка, бэк-вокал, музыка, текст — Дмитрий Чижов
- Вокал — Татьяна Морозова
- Бэк-вокал — Игорь Манаширов, Ольга Нефёдова
- Гитара — Игорь Пономарёв
- Сведение, мастеринг — Сергей Проклов

Все данные взяты из аннотации к альбому.